# فراقلم
فراقلم (به انگلیسی: Metafont) یک زبان برنامه‌نویسی برای تعریف قلم‌های برداری است. فرافلم همچنین نام مفسری است که دستورها فراقلم را اجرا می‌کند و قلم‌های نگاره‌ای با توانایی جاسازی شدن در قالب‌های توصیف صفحه‌ای مانند پست‌اسکریپت را تولید می‌کند.
یکی از مشخصه‌های فراقلم این است که شکل‌های حروف به وسیله معادله‌های هندسی تعریف می‌شوند.

## حالت اجرایی
برخلاف طرح‌های رایج فرمت‌های قلم (از قبیل ttf و نوع ۱ پست‌اسکریپت) یک قلم فراقلمی برای تولید قلم با عرض محدود به کار گرفته می‌شود.